# شرنگ‌دار سیاه
شرنگ‌دار سیاه (نام علمی: Metopium brownei) نام یک گونه از سرده شرنگ‌دار است.